# Clitopa zambesina
Clitopa zambesina är en skalbaggsart som beskrevs av Louis Albert Péringuey 1904. Clitopa zambesina ingår i släktet Clitopa och familjen Melolonthidae. Inga underarter finns listade i Catalogue of Life.